# Біноміальний розподіл
Дискретна випадкова величина ξ називається такою, що має біноміальний розподіл, якщо ймовірність набуття нею конкретних значень має вигляд:
{\displaystyle P(\xi =k)=C_{n}^{k}p^{k}q^{n-k},k=0,1,...n}, де {\displaystyle p,n} — параметри, що визначають розподіл, {\displaystyle p\in [0,1],q=1-p,n\in \mathbb {N} }.
Позначається {\displaystyle {\mathcal {L}}(\xi )=Bi(n,p)}.
Біноміальний розподіл є дискретним розподілом імовірностей із параметрами n і p для кількості успішних результатів, що мають двійкове значення у послідовності із n незалежних експериментів, для кожного з яких ставиться питання "так або ні".  Імовірність виникнення успішного результату для кожного випробування задається параметром p, а імовірність виникнення не успішного результату відповідно дорівнюватиме q = 1 − p.
Єдиний успішний чи не успішний експеримент також називають випробуванням Бернуллі або експериментом Бернуллі, а послідовність результатів таких експериментів називаються процесом Бернуллі; для однократного випробування, тобто, при n = 1, біноміальний розподіл є розподілом Бернуллі. Біноміальний розподіл є основою загальновживаної біноміальної перевірки статистичної значущості.
Біноміальний розподіл часто використовують для моделювання кількості успішних експериментів у вибірці розміром в  n, де експерименти виконуються із поповненням із сукупності розміром N. Якщо відбір вибірки відбуватиметься без поповнення, тоді такі експерименти не будуть незалежними і їх результатний розподіл буде гіпергеометричним, а не біноміальним.  Однак, для випадку, коли N набагато більше за n, біноміальний розподіл використовують, оскільки він залишається добрим наближенням.

## Пояснення
В теорії ймовірностей та математичній статистиці, біноміальний розподіл є дискретним ймовірнісним розподілом, що характеризує кількість успіхів в послідовності експериментів, значення яких змінюється за принципом так/ні, кожен з яких набуває успіху з ймовірністю p. Такі так/ні експерименти також називаються експериментами Бернуллі, або схемою Бернуллі, зокрема, якщо n=1 (кількість випробувань), то отримаємо Розподіл Бернуллі.

## Означення

### Функція імовірностей
У загальному випадку, якщо випадкова величина X відповідає біноміальному розподілу із параметрами n ∈ ℕ і p ∈ [0,1], записують X ~ B(n, p). Імовірність випадання точно k успішних випадків при n випробуваннях задається наступною функцією маси імовірності:
{\displaystyle f(k,n,p)=\Pr(k;n,p)=\Pr(X=k)={\binom {n}{k}}p^{k}(1-p)^{n-k}}
для k = 0, 1, 2, ..., n, де
{\displaystyle {\binom {n}{k}}={\frac {n!}{k!(n-k)!}}}
це біноміальний коефіцієнт, названий так само як і сам розподіл. Цю формулу можна розуміти таким чином. k успішних випадків виникають із імовірністю pk і n − k не успішних результатів випадають із імовірністю (1 − p)n − k. Однак, k успішних результатів можуть виникнути в будь-який момент серед даних n випробувань, тому існує {\displaystyle {\binom {n}{k}}} різних способів розподілення k успішних випадків у послідовності з n спроб.
При створенні довідникових таблиць для біноміального розподілу, як правило таблицю заповнюють значеннями до n/2. Це тому що для k > n/2, можна розрахувати як імовірність для її доповнення, таким чином
{\displaystyle f(k,n,p)=f(n-k,n,1-p).}
Якщо розглядати вираз f(k, n, p) як функцію від k, повинно існувати таке значення k, яке максимізує її. Це значення k можна знайти, якщо розрахувати:
{\displaystyle {\frac {f(k+1,n,p)}{f(k,n,p)}}={\frac {(n-k)p}{(k+1)(1-p)}}}
і прирівняти до 1. Завжди існуватиме ціле число M яке задовольняє умові
{\displaystyle (n+1)p-1\leq M<(n+1)p.}
f(k, n, p) є монотонно зростаючою при k < M і монотонно спадною для k > M, за винятком випадку де (n + 1)p є цілим. В даному випадку, існує два значення в яких f є максимальною: (n + 1)p і (n + 1)p − 1. M є найбільш імовірним результатом із усіх випробувань Бернуллі і називається модою.

### Функція розподілу
Кумулятивна функція розподілу можна задати таким чином:
{\displaystyle F(k;n,p)=\Pr(X\leq k)=\sum _{i=0}^{\lfloor k\rfloor }{n \choose i}p^{i}(1-p)^{n-i}}
де {\displaystyle \lfloor k\rfloor \,} — найбільше ціле число, яке менше або дорівнює k.
Її також можна задати за допомогою регуляризованої неповної бета-функції, таким чином:
{\displaystyle {\begin{aligned}F(k;n,p)&=\Pr(X\leq k)\\&=I_{1-p}(n-k,k+1)\\&=(n-k){n \choose k}\int _{0}^{1-p}t^{n-k-1}(1-t)^{k}\,dt.\end{aligned}}}

## Числові характеристики
Зважаючи на співвідношення між біноміальним розподілом і розподілом Бернуллі, наведені нижче, а також на властивості математичного сподівання і дисперсії, можна отримати числові характеристики для біноміального розподілу без громіздких обчислень.

### Математичне сподівання
Якщо X ~ B(n, p), така що, X є біноміально-розподіленою випадковою величиною для якої, n - загальна кількість експериментів, а p це імовірність що кожен експеримент призведе до успішного результату, тоді математичне сподівання для X дорівнюватиме:
{\displaystyle \operatorname {E} [X]=np.}
Наприклад, якщо n = 100, а p = 1/4, тоді середньою кількістю успішних випробувань буде 25.
Доведення: Розрахуємо середнє, μ, прямим способом виходячи із його визначення
{\displaystyle \mu =\sum _{i=0}^{n}x_{i}p_{i},}
і з теореми про біном Ньютона:
{\displaystyle {\begin{aligned}\mu &=\sum _{k=0}^{n}k{\binom {n}{k}}p^{k}(1-p)^{n-k}\\&=np\sum _{k=0}^{n}k{\frac {(n-1)!}{(n-k)!k!}}p^{k-1}(1-p)^{(n-1)-(k-1)}\\&=np\sum _{k=1}^{n}{\frac {(n-1)!}{((n-1)-(k-1))!(k-1)!}}p^{k-1}(1-p)^{(n-1)-(k-1)}\\&=np\sum _{k=1}^{n}{\binom {n-1}{k-1}}p^{k-1}(1-p)^{(n-1)-(k-1)}\\&=np\sum _{\ell =0}^{n-1}{\binom {n-1}{\ell }}p^{\ell }(1-p)^{(n-1)-\ell }&&{\text{із }}\ell :=k-1\\&=np\sum _{\ell =0}^{m}{\binom {m}{\ell }}p^{\ell }(1-p)^{m-\ell }&&{\text{із }}m:=n-1\\&=np(p+(1-p))^{m}\\&=np\end{aligned}}}
Середнє також можна вивести із рівняння {\displaystyle X=X_{1}+\cdots +X_{n}} де всі {\displaystyle X_{i}} є випадковими величинами із розподілом Бернуллі із {\displaystyle E[X_{i}]=p} ({\displaystyle X_{i}=1} якщо i-ий експеримент є успішним і {\displaystyle X_{i}=0} навпаки). Отримаємо:
{\displaystyle E[X]=E[X_{1}+\cdots +X_{n}]=E[X_{1}]+\cdots +E[X_{n}]=\underbrace {p+\cdots +p} _{n{\text{ times}}}=np}

### Дисперсія
дисперсія біноміально-розподіленої випадкової величини:
{\displaystyle \operatorname {D} (X)=np(1-p).}
Доведення: Нехай {\displaystyle X=X_{1}+\cdots +X_{n}} де всі {\displaystyle X_{i}} є незалежними випадковими величинами із розподілом Бернуллі. Оскільки {\displaystyle \operatorname {D} (X_{i})=p(1-p)}, отримаємо:
{\displaystyle \operatorname {D} (X)=\operatorname {D} (X_{1}+\cdots +X_{n})=\operatorname {D} (X_{1})+\cdots +\operatorname {D} (X_{n})=n\operatorname {D} (X_{1})=np(1-p).}

### Мода
Як правило мода біноміального розподілу B(n, p) дорівнює {\displaystyle \lfloor (n+1)p\rfloor }, де  {\displaystyle \lfloor \cdot \rfloor } позначає функцію округлення до найбільшого цілого числа, яке менше або дорівнює (тобто найближчого цілого числа, яке менше або дорівнює заданому числу. Однак, коли (n + 1)p є цілим, а p не є не 0 ні 1, тоді розподіл має дві моди: (n + 1)p і (n + 1)p − 1. Коли p дорівнює 0 або 1, тоді мода дорівнюватиме 0 і n відповідно. Ці випадки можна узагальнити таким чином:
{\displaystyle {\text{Мода}}={\begin{cases}\lfloor (n+1)\,p\rfloor &{\text{, якщо }}(n+1)p{\text{ дорівнює 0 або не є цілим}},\\(n+1)\,p\ {\text{ і }}\ (n+1)\,p-1&{\text{, якщо }}(n+1)p\in \{1,\dots ,n\},\\n&{\text{, якщо }}(n+1)p=n+1.\end{cases}}}
Доведення: Нехай 
{\displaystyle f(k)={\binom {n}{k}}p^{k}q^{n-k}.}
Для {\displaystyle p=0} лише {\displaystyle f(0)} матиме не нульове значення {\displaystyle f(0)=1}. Для {\displaystyle p=1} маємо, що {\displaystyle f(n)=1} і {\displaystyle f(k)=0} для {\displaystyle k\neq n}. Це доводить, що мода дорівнює 0 для {\displaystyle p=0} і {\displaystyle n} для {\displaystyle p=1}.
Нехай {\displaystyle 0<p<1}. Знайдемо, що
{\displaystyle {\frac {f(k+1)}{f(k)}}={\frac {(n-k)p}{(k+1)(1-p)}}}.
З цього випливає
{\displaystyle {\begin{aligned}k>(n+1)p-1\Rightarrow f(k+1)<f(k)\\k=(n+1)p-1\Rightarrow f(k+1)=f(k)\\k<(n+1)p-1\Rightarrow f(k+1)>f(k)\end{aligned}}}
Тож коли {\displaystyle (n+1)p-1} є цілим, тоді {\displaystyle (n+1)p-1} і {\displaystyle (n+1)p} є модою. У випадку, коли {\displaystyle (n+1)p-1\notin \mathbb {Z} }, тоді модою буде лише {\displaystyle \lfloor (n+1)p-1\rfloor +1=\lfloor (n+1)p\rfloor }.

### Медіана
Загалом, не існує єдиної формули для знаходження медіани біноміального розподілу, крім того вона може бути не унікальною. Однак існує декілька результатів для особливих випадків:
- Якщо np ціле число, тоді середнє, медіана і мода збігаються між собою і дорівнюють np.[5][6]
- Будь-яка медіана m обов'язково знаходиться в середині інтервалу ⌊np⌋ ≤ m ≤ ⌈np⌉.[7]
- Медіана m не може знаходитися далеко від середнього: |m − np| ≤ min{ ln 2, max{p, 1 − p} }.[8]
- Медіана буде єдиною і дорівнюватиме m = округлене(np) якщо |m − np| ≤ min{p, 1 − p} (крім випадку, коли p = 1/2 та n є непарними).[7]
- Якщо p = 1/2 та n непарні, будь-яке число m у інтервалі 1/2(n − 1) ≤ m ≤ 1/2(n + 1) є медіаною біноміального розподілу. Якщо p = 1/2 і n парні, тоді m = n/2 є єдиною медіаною.

## Коваріація між двома біноміальними розподілами
Якщо одночасно спостерігалися дві біноміально розподілені випадкові величини X і Y, може бути корисним визначити їх коваріацію. Коваріація це
{\displaystyle \operatorname {Cov} (X,Y)=\operatorname {E} (XY)-\mu _{X}\mu _{Y}.}
У випадку коли n = 1 (у випадку із схемою випробувань Бернуллі) XY не нульове лише коли обидві X і Y є одиницею, а μX і μY дорівнюють двом імовірностям. Якщо визначити pB як імовірність виникнення обох подій одночасно, отримаємо
{\displaystyle \operatorname {Cov} (X,Y)=p_{B}-p_{X}p_{Y},}
і для n незалежних попарних випробувань
{\displaystyle \operatorname {Cov} (X,Y)_{n}=n(p_{B}-p_{X}p_{Y}).}
Якщо X і Y є однією і тією ж випадковою величиною, цей вираз спрощується до виразу визначення дисперсії, який наведено вище в цій статті.

## Зв'язок з іншими розподілами
Нехай незалежні випадкові величини {\displaystyle \xi _{1},\xi _{2},...,\xi _{n}} мають розподіл Бернуллі з параметром p, тобто {\displaystyle {\mathcal {L}}(\xi _{i})=B(p),i={\overline {1,n}}}, тоді випадкова величина {\displaystyle \xi =\sum _{i=1}^{n}\xi _{i}} має біноміальний розподіл з параметрами p, n, тобто {\displaystyle {\mathcal {L}}(\xi )=Bi(n,p)}.

### Сума біноміально-розподілених величин
Якщо X ~ B(n, p) і Y ~ B(m, p) є незалежними випадковими величинами із біноміальним розподілом із однаковою ймовірністю p, тоді X + Y  також буде біноміально-розподіленою величиною, і її розподілом буде Z=X+Y ~ B(n+m, p):
{\displaystyle {\begin{aligned}\operatorname {P} (Z=k)&=\sum _{i=0}^{k}\left[{\binom {n}{i}}p^{i}(1-p)^{n-i}\right]\left[{\binom {m}{k-i}}p^{k-i}(1-p)^{m-k+i}\right]\\&={\binom {n+m}{k}}p^{k}(1-p)^{n+m-k}\end{aligned}}}
Однак, якщо X і Y не мають однакової імовірності p, тоді дисперсія суми величин буде меншою за дисперсію випадкової величини із біноміальним розподілом вигляду {\displaystyle B(n+m,{\bar {p}}).\,}

### Відношення двох біноміальних розподілів
Нехай p1 і p2 це імовірності успішного випробування у біноміальних розподілах B(X,n) і B(Y,m) відповідно. Нехай T = (X/n)/(Y/m).
Тоді log(T) є наближено нормально розподіленою величиною із середнім log(p1/p2) і дисперсією ((1/p1) - 1)/n + ((1/p2) - 1)/m.

### Умовні біноміальні величини
Якщо є X ~ B(n, p) і, при X існує деяка умовна величина Y ~ B(X, q), тоді Y є простою біноміальною величиною із розподілом Y ~ B(n, pq).
Наприклад, уявімо, що хтось кидає n м'ячів у кошик UX і виймає ті м'ячі, які успішно потрапили у кошик та кладе їх у інший кошик UY. Якщо p означає імовірність влучити в UX тоді X ~ B(n, p) це кількість м'ячів, які влучили у UX. Якщо q це імовірність потрапити у UY тоді кількістю м'ячів, які потраплять у UY буде Y ~ B(X, q) і таким чином Y ~ B(n, pq).
Оскільки {\displaystyle X\sim B(n,p)} і {\displaystyle Y\sim B(X,q)}, за формулою повної імовірності,
{\displaystyle {\begin{aligned}\Pr[Y=m]&=\sum _{k=m}^{n}\Pr[Y=m\mid X=k]\Pr[X=k]\\[2pt]&=\sum _{k=m}^{n}{\binom {n}{k}}{\binom {k}{m}}p^{k}q^{m}(1-p)^{n-k}(1-q)^{k-m}\\\end{aligned}}}
Оскільки {\displaystyle {\tbinom {n}{k}}{\tbinom {k}{m}}={\tbinom {n}{m}}{\tbinom {n-m}{k-m}},}, то вищенаведене рівняння можна записати в такій формі
{\displaystyle \Pr[Y=m]=\sum _{k=m}^{n}{\binom {n}{m}}{\binom {n-m}{k-m}}p^{k}q^{m}(1-p)^{n-k}(1-q)^{k-m}}
Розбивши на множники {\displaystyle p^{k}=p^{m}p^{k-m}} і виділивши всі множники, які не залежать від {\displaystyle k} суму можна звести до такого:
{\displaystyle {\begin{aligned}\Pr[Y=m]&={\binom {n}{m}}p^{m}q^{m}\left(\sum _{k=m}^{n}{\binom {n-m}{k-m}}p^{k-m}(1-p)^{n-k}(1-q)^{k-m}\right)\\[2pt]&={\binom {n}{m}}(pq)^{m}\left(\sum _{k=m}^{n}{\binom {n-m}{k-m}}\left(p(1-q)\right)^{k-m}(1-p)^{n-k}\right)\end{aligned}}}
Замінивши {\displaystyle i=k-m} у вищенаведеному виразі, отримаємо
{\displaystyle \Pr[Y=m]={\binom {n}{m}}(pq)^{m}\left(\sum _{i=0}^{n-m}{\binom {n-m}{i}}(p-pq)^{i}(1-p)^{n-m-i}\right)}
Помітимо, що вищенаведена сума (у дужках) дорівнює {\displaystyle (p-pq+1-p)^{n-m}} відповідно до теореми про біном Ньютона. Підставивши це у вираз, зрештою отримаємо
{\displaystyle {\begin{aligned}\Pr[Y=m]&={\binom {n}{m}}(pq)^{m}(p-pq+1-p)^{n-m}\\[4pt]&={\binom {n}{m}}(pq)^{m}(1-pq)^{n-m}\end{aligned}}}
і таким чином {\displaystyle Y\sim B(n,pq)}, що і треба було довести.

### Розподіл Бернуллі
Розподіл Бернуллі є особливим випадком біноміального розподілу, де n = 1. Символічно, X ~ B(1, p) має однакове середнє як і X ~ B(p). І навпаки, будь-який біноміальний розподіл, B(n, p), є розподілом суми із n випробувань Бернуллі, B(p), кожне з яких має однакову імовірність p.

### Нормальне наближення

Біноміальна функція маси імовірності і апроксимація функції густини імовірностей нормального розподілу для n = 6 і p = 0.5

Якщо n є досить великим, тоді зсув біноміального розподілу не буде дуже великим. В такому випадку нормальний розподіл може бути виправданим наближенням для B(n, p).
{\displaystyle {\mathcal {N}}(np,\,np(1-p)),}
а це базове наближення можна покращити використавши вдалу поправку для неперервності.
Базове наближення значно стає кращим при збільшенні n (принаймні більше ніж 20) і буде кращим, коли p не є близькою до 0 або 1. Можуть використовуватися різні емпіричні правила, які визначають чи є n достатньо великою, а значення p є досить далеким від крайніх значень нуля або одиниці:
- Одне із правил[11] говорить, що для n > 5 нормальне наближення буде адекватним, якщо абсолютне значення зсуву є строго меншим ніж 1/3; тобто, якщо

{\displaystyle {\frac {|1-2p|}{\sqrt {np(1-p)}}}={\frac {1}{\sqrt {n}}}\left|{\sqrt {\frac {1-p}{p}}}-{\sqrt {\frac {p}{1-p}}}\,\right|<{\frac {1}{3}}.}
- Більш посилене правило говорить, що нормальна апроксимація буде прийнятною лише якщо всі можливі значення знаходяться в межах 3 стандартних відхилень від середнього значення; тобто, лише якщо

{\displaystyle \mu \pm 3\sigma =np\pm 3{\sqrt {np(1-p)}}\in (0,n).}
Це правило про 3-стандартні відхилення буде еквівалентне наступним наведеним умовам, які також зумовлюють виконання і першого правила, описаного вище.
{\displaystyle n>9\,{\frac {1-p}{p}}\quad {\hbox{і}}\quad n>9\,{\frac {p}{1-p}}.}
Правило {\displaystyle np\pm 3{\sqrt {np(1-p)}}\in (0,n)} є повністю еквівалентним вимозі, що
{\displaystyle np-3{\sqrt {np(1-p)}}>0\quad {\hbox{і}}\quad np+3{\sqrt {np(1-p)}}<n.}
Якщо переставити множники отримаємо:
{\displaystyle np>3{\sqrt {np(1-p)}}\quad {\hbox{і}}\quad n(1-p)>3{\sqrt {np(1-p)}}.}
Оскільки {\displaystyle 0<p<1}, ми можемо піднести вирази у квадрат і поділити на відповідні множники {\displaystyle np^{2}} та {\displaystyle n(1-p)^{2}}, і отримаємо бажані умови:
{\displaystyle n>9\,{\frac {1-p}{p}}\quad {\hbox{і}}\quad n>9\,{\frac {p}{1-p}}.}
Зауважимо, що ці умови автоматично означають, що {\displaystyle n>9}. З іншого боку, знову застосувавши квадратний корінь до нерівностей і поділивши на 3,
{\displaystyle {\frac {\sqrt {n}}{3}}>{\sqrt {\frac {1-p}{p}}}>0\quad {\hbox{і}}\quad {\frac {\sqrt {n}}{3}}>{\sqrt {\frac {p}{1-p}}}>0.}
Віднявши другий набір нерівностей із першого, отримаємо:
{\displaystyle {\frac {\sqrt {n}}{3}}>{\sqrt {\frac {1-p}{p}}}-{\sqrt {\frac {p}{1-p}}}>-{\frac {\sqrt {n}}{3}};}
тож, необхідне перше правило буде виконуватися,
{\displaystyle \left|{\sqrt {\frac {1-p}{p}}}-{\sqrt {\frac {p}{1-p}}}\,\right|<{\frac {\sqrt {n}}{3}}.}
- Іншим загальновживаним правилом є те, що обидва значення {\displaystyle np} і {\displaystyle n(1-p)} мають бути більшими або дорівнювати 5. Однак, конкретне значення цього числа зустрічається різним в різних джерелах, і залежить від того наскільки хорошим має бути наближення. Зокрема, якщо використати значення 9 замість наведеного 5, правило призводить до результатів, що отримані в попередній частині розділу.

Припустимо, що обидва значення {\displaystyle np} і {\displaystyle n(1-p)} є більшими за число 9. Оскільки {\displaystyle 0<p<1}, ми можемо стверджувати, що 
{\displaystyle np\geq 9>9(1-p)\quad {\hbox{і}}\quad n(1-p)\geq 9>9p.}
Тепер необхідно лише поділити це на відповідні множники {\displaystyle p} і {\displaystyle 1-p}, аби вивести альтернативну форму правила про 3-стандартні відхилення:
{\displaystyle n>9\,{\frac {1-p}{p}}\quad {\hbox{і}}\quad n>9\,{\frac {p}{1-p}}.}
Наведемо приклад застосування поправку неперервності. Припустимо, що необхідно розрахувати Pr(X ≤ 8) для біноміально-розподіленої випадкової величини X. Якщо Y має розподіл заданий у вигляді нормального наближення, тоді Pr(X ≤ 8) можна наблизити за допомогою Pr(Y ≤ 8.5). Додавання 0.5 є поправкою неперервності; нормальне наближення без поправки дає менш точний результат.
Це наближення відоме як Локальна теорема Муавра — Лапласа, вона дозволяє значно зекономити час, якщо розрахунки виконуються вручну (точний розрахунок при великих n є дуже обтяжливим); історично, це було першим застосуванням нормального розподілу, яке було представлено у книзі Абрахама де Муавра Доктрина шансів в 1738. Сьогодні, її можна розглядати як наслідок із центральної граничної теореми оскільки B(n, p) є сумою із n незалежних, однаково розподілених випадкових величин із розподілом Бернуллі із параметром p. Цей факт є основою для перевірки статистичних гіпотез, "пропорційного z-тесту", для значення p використовуючи розрахунок x/n, що є пропорцією вибірки і оцінкою для p у загальних статистичних перевірках.
Наприклад, припустимо, що хтось зробив вибірку по n людям із усієї популяції людей і запитав їх чи погоджуються вони з певним твердженням. Частка людей, яка погодиться з висловлюванням очевидно буде залежати від вибірки. Якщо групи із n людей були обрані повторно і дійсно випадковим чином, ця пропорція буде відповідати наближеному нормальному розподілу із середнім, що дорівнює істинному співвідношенню p того що люди погоджуються із твердженням в цій сукупності і матиме стандартне відхилення {\displaystyle \sigma ={\sqrt {\frac {p(1-p)}{n}}}}

### Наближення Пуассона
Біноміальний розподіл наближається до Розподілу Пуассона якщо кількість спроб зростає до нескінченності в той час як добуток np залишається незмінним або p прямує до нуля. Тому, розподіл Пуассона із параметром λ = np може використовуватися для наближення біноміального розподілу B(n, p) якщо n має досить велике значення і p значно мала.  Відповідно до двох правил, це наближення є добрим, якщо n ≥ 20 і p ≤ 0.05, або якщо n ≥ 100 і np ≤ 10.

### Граничні розподіли
- Теорема Пуассона: З тим як n наближається до ∞ і p наближається до 0 при сталому добутку np, Біноміальний розподіл B(n, p) наближається до  розподілу Пуассона із математичним сподіванням λ = np.[13]
- Локальна теорема Муавра — Лапласа: З тим як n наближається до ∞ поки p залишається сталим, розподіл величини

{\displaystyle {\frac {X-np}{\sqrt {np(1-p)}}}}
наближається до нормального розподілу із математичним сподіванням 0 і дисперсією 1.  Цей результат в не суворій формі іноді формулюють як те, що розподіл величини X буде асимптотично нормальним із математичним сподіванням np і дисперсією np(1 − p). Цей результат є особливим випадком центральної граничної теореми.

### Бета-розподіл
Бета-розподіли дозволяють мати сімейство апріорних розподілів імовірностей для біноміальних розподілів при Баєсовому виведенні:
{\displaystyle P(p;\alpha ,\beta )={\frac {p^{\alpha -1}(1-p)^{\beta -1}}{\mathrm {B} (\alpha ,\beta )}}}.